# Frauenkomitee Bern
Das Frauenkomitee Bern war ein am 5. April 1892 gebildeter Zusammenschluss von Frauen aus der Berner Elite. Erste Mitglieder waren Frau von Steiger-Jeandrevin (Präsidentin), Helene von Sinner (Beisitzerin) und Julie Ryff (Sekretärin). Später stiessen Carola von Wattenwyl-von Stentzsch, Emma Müller-Vogt und Helene von Mülinen als Beisitzerinnen zum Komitee.
Die Mitglieder waren insbesondere Ehefrauen von National- und Ständeräten sowie Frauen aus der gesellschaftlichen Oberschicht. Dank seinem Einfluss in der Bundespolitik wurde das Frauenkomitee bald regelmässig von Bundesrat und Parlement als Expertinnen konsultiert, wenn es um Frauenfragen auf Bundesebene ging.
Das Frauenkomitee war zudem Keimzelle für weitere progressive Frauenvereine: Symphonische Gesellschaft, Verein der Schulfreundlichen, kantonal-bernischer Frauenverein Berna (heute Landfrauenverband). All diese Vereine übernahmen eine wichtige Vermittlungsrolle zwischen der Gemeinnützigkeit und Frauenemanzipation.